# 科龍達峰
科龍達峰（英語：Coronda Peak），是南極洲的山峰，位於南喬治亞群島，海拔高度超過610米，在1927年由英國探險隊繪入地圖，該山峰由英國海外領土管轄。